# (6795) Örnsköldsvik
(6795) Örnsköldsvik (voorlopige aanduiding 1993 FZ12) is een planetoïde in de planetoïdengordel, die op 17 maart 1993 werd ontdekt door het Uppsala-ESO Survey of Asteroids and Comets (UESAC) in het La Silla-observatorium van de Europese Zuidelijke Sterrenwacht. De planetoïde werd in 1999 vernoemd naar de Zweedse stad Örnsköldsvik.
(6795) Örnsköldsvik is een planetoïde van ongeveer 6 km diameter.

## Baan om de Zon
De planetoïde beschrijft een baan om de Zon die gekenmerkt wordt door een perihelium van 2,314 AE en een aphelium van 2,965 AE. De planetoïde heeft een periode van 4,29 jaar (of 1566,53 dagen).